# Théorème de Koopmans
Le théorème de Koopmans est un théorème en vertu duquel, selon la méthode de Hartree-Fock, l'énergie de première ionisation d'une molécule est égale, au signe près, à l'énergie de l'orbitale occupée la plus haute (HO). Ce théorème fut démontré en 1934 par Tjalling Koopmans, qui est ensuite devenu économiste (lauréat du prix Nobel d'économie en 1975).
Le théorème de Koopmans est exact dans le cadre de la méthode de Hartree-Fock restreinte aux couches complètes avec chaque orbitale doublement occupée, pourvu que l'on suppose que les orbitales de l'ion sont identiques à celles de la molécule neutre (l'approximation des orbitales gelées). Les énergies d'ionisation estimées ainsi sont en accord raisonnable avec l'expérience, et la première énergie d'ionisation des petites molécules est souvent calculée avec une erreur de moins de deux électron-volts (eV),,. Il y a deux sources principales d'erreur :
- la relaxation des orbitales lorsque le nombre des électrons au système est changé, et
- l'effet de l'ionisation sur la corrélation électronique des positions instantanées des électrons, ce qui est négligé dans le modèle de Hartree-Fock.

Le degré d'accord avec l'expérience suggère qu'il est souvent vrai (mais pas toujours) que l'effet de la relaxation orbitalaire annule plus ou moins l'effet de la corrélation électronique.
Un théorème analogue existe dans le cadre la théorie de la fonctionnelle de la densité, mais son énoncé précis est différent et son emploi fournit des énergies d'ionisation avec des erreurs plus importantes,.

## Ions à l'état fondamental et aux états excités
Le théorème de Koopmans s'applique lorsqu'un électron est enlevé d'une orbitale moléculaire occupée quelconque pour former un ion positif. Enlever l'électron des orbitales différentes conduit aux états électroniques différents de l'ion. L'état de plus basse énergie est l'état fondamental, ce qui est obtenu en enlevant un électron de la plus haute orbitale occupée (HO) dans le cas de beaucoup de molécules, mais pas dans tous les cas. Les autres états sont les états électroniquement excités.
Par exemple la configuration électronique de la molécule H2O est (1a1)2 (2a1)2 (1b2)2 (3a1)2 (1b1)2. Les symboles a1, b2 et b1 identifient les orbitales selon la symétrie moléculaire. Ici l'orbitale la plus haute occupée est 1b1, et le théorème de Koopmans prévoit que son énergie  correspond à l'énergie d'ionisation requise pour former l'ion H2O+ dans son état fondamental dont la configuration est (1a1)2 (2a1)2 (1b2)2 (3a1)2 (1b1)1. L'énergie de la deuxième orbitale la plus haute 3a1 correspond à la formation d'un ion à l'état excité (1a1)2 (2a1)2 (1b2)2 (3a1)1 (1b1)2, et ainsi de suite. Dans ce cas l'ordre des états électroniques de l'ion correspond à l'ordre des énergies orbitalaires. Les énergies d'ionisation aux états excités peuvent être mesurées par la spectrométrie photoélectronique UV.
Pour H2O, les négatives des énergies orbitalaires évaluées avec une précision proche à la limite Hartree-Fock sont de 559,5 eV pour 1a1, 36,7 eV pour 2a1, 19,5 eV pour 1b2, 15,9 eV pour 3a1 et 13,8 eV pour 1b1. Les énergies d'ionisation associées sont 539,7 eV, 32,2 eV, 18,5 eV, 14,7 eV et 12,6 eV respectivement. Tel qu'expliqué ci-dessus, les écarts sont dus aux effets de la relaxation des orbitales ainsi qu'aux différences d'énergie de corrélation électronique entre la molécule et les divers états ionisés.